# Les Jeunes Années d'une reine
Pour les articles homonymes, voir Mädchenjahre einer Königin.
Pour plus de détails, voir Fiche technique et Distribution.
Les Jeunes Années d'une reine (Mädchenjahre einer Königin) est un film autrichien réalisé par Ernst Marischka et sorti en 1954.
Bien qu'il décrive une dynastie différente, ce film fait souvent figure de prélude à la saga des Sissi, qui reprendra le même style, les mêmes décors, le même réalisateur, et les mêmes acteurs dans des rôles presque semblables. Romy Schneider y tient son premier grand rôle.
Il s'agit d'un remake du film allemand Mädchenjahre einer Königin réalisé par Erich Engel en 1936.

## Synopsis
Le sujet est l'accession au trône de la reine du Royaume-Uni Victoria en 1837 à l'âge de 18 ans puis sa rencontre avec Albert de Saxe-Cobourg-Gotha.
Peu de temps avant le décès de son oncle, la jeune Victoria apprend qu'elle est l'héritière du trône britannique. Commence alors pour elle l'apprentissage de sa nouvelle fonction avec l'aide du Premier ministre whig Lord Melbourne. 
Dans le même temps, sa mère, son oncle le roi des Belges et même Lord Melbourne se donnent pour mission de marier la jeune reine, chacun imposant son prétendant. Lasse, Victoria quitte Londres le soir de son repas d'anniversaire pour aller à Paris, là où elle pense pouvoir faire une étude approfondie de tous les jeunes gens. 
Seulement, le mauvais temps la contraint à s'arrêter dans une auberge à Douvres, là où se trouve également le prince Albert de Saxe-Cobourg-Gotha, un des trois prétendants sur la liste. Les jeunes gens vont alors faire connaissance, chacun cachant soigneusement son identité…

## Fiche technique
- Titre original : Mädchenjahre einer Königin
- Titre français : Les Jeunes Années d'une reine
- Réalisation : Ernst Marischka
- Photographie : Bruno Mondi
- Production : Karl Ehrlich
- Musique : Anton Profes
- Société de production : Erma-Film
- Société de distribution : Sascha-Film
- Pays d'origine :  Autriche
- Langue d'origine : allemand
- Format : couleur
- Durée : 118 minutes
- Genre : Historique, biopic et comédie romantique
- Dates de sortie : 
  - Allemagne de l'Ouest (Cologne) : 16 décembre 1954
  - Autriche (Vienne) : 28 décembre 1954
  - Belgique : 16 décembre 1955
  - France : 9 mai 1956

## Distribution
- Romy Schneider (VF : Gilberte Aubry) : la reine Victoria
- Adrian Hoven (VF : Michel Roux) : le prince Albert
- Magda Schneider (VF : Lita Recio) : la baronne Lehzen
- Christl Mardayn (VF : Lucienne Givry) : la Duchesse de Kent, mère de la reine
- Stefan Skodler (VF : Roger Tréville) : Sir John Conroy
- Karl Ludwig Diehl (en) (VF : Pierre Morin) : Lord Melbourne
- Paul Hörbiger : le professeur Landmann
- Rudolf Vogel : George, le laquais
- Fred Liewehr : Léopold Ier, Roi des Belges
- Otto Tressler : l'Archevêque de Cantorbery
- Alfred Neugebauer (en) : Lord Conyngham
- Peter Weck : le Prince Henri d'Orange
- Rudolf Lenz (de) : le Grand-Duc Alexandre
- Hans Thimig : le Doyen de Chester
- Peter Gerhard : Monsieur Taglione
- Elisabeth Epp : Lady Flora Hastings
- Hilde Wagener : Lady Littleton
- Helene Lauterböck : Lady Lansdowne
- Eduard Strauss II : le compositeur Johann Strauss I